# Grachovo
Grachovo (in russo Грахово?; in lingua udmurta: Грах) è un villaggio che si trova nella Repubblica Autonoma dell'Udmurtia, in Russia. È il centro amministrativo del distretto Grachovskij.
L'insediamento è situato nella parte meridionale della Repubblica, a sud-ovest di Iževsk.